# 트론토강
트론토강(이탈리아어: Tronto)은 이탈리아에 있는 몬테 델라 라게타(Monte della Laghetta)에서 발원하는 115 km 길이의 강이다. 하구는 아드리아해이다. 과거에는 트루엔투스(Truentus)라고 불렸으며, 라치오주, 마르케주, 아브루초주를 흐른다.